# Matteo Zurlo
Pour les articles homonymes, voir Zurlo.
Matteo Zurlo, né le 1er août 1998 à Bassano del Grappa, est un coureur cycliste italien.

## Biographie
Matteo Zurlo naît à Bassano del Grappa en Vénétie dans une famille de cinq enfants. Très tôt interessé par le cyclisme, il prend sa première licence à l'âge de six ou sept ans au club Bicisport Linda, basé à Tezze sul Brenta. Son grand frère Federico a également été coureur cycliste,. 
En 2017, il rejoint le club Zalf Euromobil Désirée Fior. Il connait deux saisons difficiles, perturbées par un problème au cœur et une intervention chirurgicale. Finalement rétabli, il remporte ses premières courses élites en 2019 chez les amateurs . 
En 2020, il intègre la formation Casillo-Petroli Firenze-Hopplà, qui devient une équipe continentale. Il fait ensuite son retour chez Zalf Euromobil Fior, qui accède également au niveau continental. Décrit comme un coureur complet, il réalise une saison 2021 en obtenant cinq victoires, dont une étape du Tour du Frioul-Vénétie julienne. En 2022, il s'impose à deux reprises et termine quatrième du Tour du Frioul-Vénétie julienne.

## Palmarès et résultats

### Par année
- 2016
  - 2e du Gran Premio Sportivi di Loria
- 2017
  - 2e du championnat d'Italie du contre-la-montre par équipes espoirs
- 2019
  - Giro del Piave
  - Trofeo Cleto Maule
  - 3e de la Coppa Varignana
- 2020
  - Gran Premio Calvatone
- 2021
  - Trophée Antonietto Rancilio
  - Classement général du Tour de Vénétie
  - Trofeo Sportivi di Briga
  - Giro del Casentino
  - 1re étape du Tour du Frioul-Vénétie julienne
- 2022
  - Giro delle Due Province
  - Trophée de la ville de Conegliano
  - 3e du Gran Premio Ezio Del Rosso
- 2023
  -  Champion d'Italie de gravel[3]
  - Gran Premio della Possenta
  - 4e étape du Tour de Vénétie amateurs
  - 2e du Tour de Vénétie amateurs
  - 2e du Trophée de la ville de Brescia
  - 2e de l'Astico-Brenta
  - 2e de la Coppa San Vito
  - 2e de la Coppa d'Inverno
- 2024
  - Mémorial Cochi Boni
  - 2e du Gran Premio La Torre
  - 2e du Gran Premio della Possenta
  - 2e du Mémorial Vincenzo Mantovani
  - 2e du Gran Premio San Bernardino
- 2025
  - 3e du championnat d'Italie de gravel

### Classements mondiaux
| Année                                 | 2019  | 2020 | 2021  | 2022  | 2023  |
| ------------------------------------- | ----- | ---- | ----- | ----- | ----- |
| Classement mondial                    | 2839e | nc   | 1740e | 1551e | 1514e |
| UCI Europe Tour                       | 1759e | nc   | 1198e | 1039e | nc    |
|                                       |       |      |       |       |       |
| Légende : nc = non classéSource : UCI |       |      |       |       |       |